# لين سيمبسون
لين سيمبسون (بالإنجليزية: Lynn Simpson)‏ هي راكبة الكنو بريطانية، ولدت في 16 فبراير 1971 في سكاربورو في المملكة المتحدة.

## وصلات خارجية
- لين سيمبسون على موقع أوليمبيديا (الإنجليزية)
- لين سيمبسون على موقع اللجنة الأولمبية البريطانية (الإنجليزية)